# Симба (футбольный клуб, Дар-эс-Салам)
«Симба» (англ. Simba Sports Club) — танзанийский футбольный клуб из города Дар-эс-Салам. Выступает в Премьер-лиге Танзании, домашние матчи проводит на стадионе «Убура», вмещающем 30 тысяч человек, или же на Национальном стадионе, вмещающем 60 тысяч человек. «Симба» — один из двух сильнейших клубов Танзании наряду с «Янг Африканс», в Дар-эс-Саламе, помимо них, есть и другие клубы — «Азам», «Африкан Лион», «Ашанти Юнайтед», «Вилла Сквад».
Клуб основан в 1936 году, тогда он назывался «Куинз» (англ. Queens), затем — «Иглз» (англ. Eagles), «Сандерленд» (англ. Sunderland), с 1971 года носит своё нынешнее имя «Симба» («лев» в переводе с суахили).
Производителем формы для клуба является компания Uhlsport.

## Достижения
Наивысшим достижением клуба считается выход в финал Кубка КАФ в 1993 году, где они проиграли Стелла Абиджану из Кот-д’Ивуара. Также памятным считается проход «Замалека» в квалификационном раунде Лиги Чемпионов КАФ 2003 года, после чего клуб в групповом раунде занял третье место.
Премьер-лига Танзании (17)
- 1965, 1966, 1972, 1973, 1976, 1977, 1978, 1979, 1980, 1993, 1994, 1995, 2001/2002, 2002/2003, 2004/2005, 2007/2008, 2009/2010

Кубок Танзании (3)
- 1984, 1995, 2000

Кубок Тускер Танзании (5)
- 2001, 2002, 2003, 2005
- 2005 (в Кении)

Кубок КАФ
- финалист — 1993

Клубный Кубок КЕСАФА (6)
- 1974, 1991, 1992, 1995, 1996, 2002

## Главные тренеры
- 2003—2005, 2009—2011  Патрик Фири
- 2005—2006  Нейдер дос Сантос
- 2011—2012  Милован Чиркович
- 2013  Патрик Льевиг
- 2013—2014  Здравко Логурашич
- 2015—2016  Дилан Керр
- 2017—2018  Пьер Лешантр
- 2018—2019  Патрик Оссемс
- 2019—2021  Свен Ванденбрёк
- 2021  Дидье Гомес Да Роза
- 2021—н. в.  Пабло Франко